# Adectum pilosiusculum
Adectum pilosiusculum là một loài thực vật có mạch trong họ Dennstaedtiaceae. Loài này được (Willd.) Link miêu tả khoa học đầu tiên.